# 星秀和
星 秀和（ほし ひでかず、1986年11月10日 - ）は、群馬県前橋市出身の元プロ野球選手（外野手・内野手・捕手、右投左打）・コーチ。

## 経歴

### プロ入り前
前橋工業高時代は3年夏の全国高等学校野球選手権群馬大会で準優勝。高校通算39本塁打。2004年のドラフト会議で西武ライオンズに5巡目指名され、捕手として入団。「ほかのキャッチャーよりもバッティングがいい」と評価され、「伊東2世」と呼ばれるなど期待が高かった。

### 西武時代
一年目の2005年は二軍で39試合に出場し、打率.203の成績を残した。捕手24試合・三塁手2試合・外野手1試合で起用された。
俊足と打力を生かすため、2006年より内野手へ転向。本人は引退後に出演した野球Youtuberトクサンの動画内で、「入団した翌年に炭谷銀仁朗が入ってきて、2秒で捕手をクビになった」と語っている。この年は一軍出場はなかったが、二軍で69試合に出場、打率.210の成績を残した。三塁手14試合、遊撃手1試合のあと二塁手52試合と、内野手一本で起用された。
2007年、二軍で68試合に出場したが、打率.217と依然として打撃面に課題を抱え一軍昇格の機会はなかった。同シーズンは二塁手40試合、三塁手9試合、遊撃手7試合、外野手6試合と、さまざまな守備位置で起用された。シーズン終了後、ハワイ・ウィンターリーグへの派遣選手として選ばれた。
2008年、7月11日の対オリックス戦で一軍登録後、同日の試合前練習において熱中症を発症した石井義人に代わって急遽7番・指名打者としてプロ入り初出場・初スタメン起用を果たした。二軍では64試合で打率.250、主に外野手として起用された。
2009年はシーズンの大半を二軍で過ごしたが、シーズン終盤に一軍登録され、10月5日の対日本ハム戦においてプロ入り初安打を記録した。
2010年、スタメン出場こそ4試合に留まったものの、主に試合終盤の外野の守備固めとして自己最多となる33試合に出場した。
2011年より選手登録が外野手へ変更となった。なおシーズン途中における同姓の星孝典の加入に伴って、スコアボードやスポーツ紙スコア欄等における表記が「星秀」に変更された。この年の春季キャンプで右ひじの靭帯を切っており、以降痛みを抱えながらプレーすることとなる。
2012年は田辺徳雄コーチの勧めでバッティンググローブを外し、掛布雅之風の打撃フォームに変更。この年は初本塁打を放つなど、自己最多を更新する71試合に出場した。
同年5月10日の対楽天戦において、ハプニングにより1軍で捕手として初出場（後述）。
2013年は痛めた右ひじの影響もあり、12試合に出場し無安打に終わる。10月2日に球団より戦力外通告を受ける。オフに右ひじを手術し、「リハビリが終わりしだい合流」という条件で群馬ダイヤモンドペガサスの入団内定を取り付ける。以降は栗山巧の運転手をしながらリハビリに努めた。

### 独立リーグ時代
2014年6月5日にBCリーグ、群馬ダイヤモンドペガサスが野手コーチ補佐兼任で獲得を発表。同年終了後は12球団合同トライアウトを受けるが獲得球団は現れず、任意引退を理由に退団。

### 現役引退後
現役引退後はG.G.佐藤の父親が社長を務める株式会社トラバースに入社し、会社員として勤務。同社の軟式野球部でもプレーしていた。
2018年より2019年頃までは、東京都品川区のパーソナルトレーニングジム「STARTUG」にてパーソナルトレーナーとして活動していた。
現在は東京都渋谷区恵比寿のパーソナルトレーニングジム「アスクレピオススタジオ」を監修、トレーナーとして活動している。

## 緊急捕手出場　星→星
2012年5月10日、楽天ゴールデンイーグルスと試合。捕手の一人上本達之はDHでスタメン出場した後、7回で途中交代。先発マスクを被っていた炭谷銀仁朗も7回で代打を送られ途中交代。昨季まで捕手だった米野智人も7回に代打で出場し星孝典と交代した。
ところが8回、本塁のクロスプレーをめぐって球審に詰め寄って星孝典が退場処分を食らってしまう。この時点でこの試合に捕手登録していた選手が全員いなくなるという事態になってしまった（野球では一度交代してしまった選手は再び試合に出ることができない）。
そこで唯一出場可能選手で捕手経験のある星秀和が出場することに。星から星への同姓交代となりインターネットでは天体の星にかけ「2番星みーつけた」とも言われた。
星秀和は1年目に2軍で24試合の出場経験があったが、2年目から野手に転向。1軍では未経験だった。
「緊張しました。まさか、こんな形で（捕手）デビューするとは…。何とか捕ろうと」と星談。「（涌井とは同期で）1年目に捕ってたんで」。
ブルペンで1球も受けなかった。炭谷からプロテクター、上本からミットを借り、マウンド上で涌井とサインを決めた。
結果は4球で高須洋介を一飛に仕留めた。
この試合のスコア→2012年5月10日 (木)東北楽天vs埼玉西武 NPB.com

## 詳細情報

### 年度別打撃成績
| 年 度     | 球 団     | 試 合 | 打 席 | 打 数 | 得 点 | 安 打 | 二 塁 打 | 三 塁 打 | 本 塁 打 | 塁 打 | 打 点 | 盗 塁 | 盗 塁 死 | 犠 打 | 犠 飛 | 四 球 | 敬 遠 | 死 球 | 三 振 | 併 殺 打 | 打 率 | 出 塁 率 | 長 打 率 | O P S |
| --------- | --------- | ----- | ----- | ----- | ----- | ----- | -------- | -------- | -------- | ----- | ----- | ----- | -------- | ----- | ----- | ----- | ----- | ----- | ----- | -------- | ----- | -------- | -------- | ----- |
| 2008      | 西武      | 3     | 7     | 7     | 0     | 0     | 0        | 0        | 0        | 0     | 0     | 0     | 0        | 0     | 0     | 0     | 0     | 0     | 3     | 0        | .000  | .000     | .000     | .000  |
| 2009      | 西武      | 7     | 19    | 18    | 3     | 4     | 1        | 0        | 0        | 5     | 0     | 0     | 0        | 1     | 0     | 0     | 0     | 0     | 1     | 0        | .222  | .222     | .278     | .500  |
| 2010      | 西武      | 33    | 27    | 23    | 4     | 6     | 1        | 0        | 0        | 7     | 1     | 1     | 0        | 2     | 0     | 2     | 0     | 0     | 5     | 0        | .261  | .320     | .304     | .624  |
| 2011      | 西武      | 3     | 4     | 3     | 0     | 0     | 0        | 0        | 0        | 0     | 0     | 0     | 0        | 1     | 0     | 0     | 0     | 0     | 2     | 0        | .000  | .000     | .000     | .000  |
| 2012      | 西武      | 71    | 115   | 100   | 12    | 19    | 4        | 1        | 1        | 28    | 9     | 3     | 0        | 11    | 1     | 3     | 0     | 0     | 16    | 0        | .190  | .212     | .280     | .492  |
| 2013      | 西武      | 12    | 13    | 11    | 1     | 0     | 0        | 0        | 0        | 0     | 0     | 0     | 0        | 0     | 0     | 2     | 0     | 0     | 3     | 0        | .000  | .154     | .000     | .154  |
| 通算：6年 | 通算：6年 | 129   | 185   | 162   | 20    | 29    | 6        | 1        | 1        | 40    | 10    | 4     | 0        | 15    | 1     | 7     | 0     | 0     | 30    | 0        | .179  | .212     | .247     | .460  |

### 記録
NPB
- 初出場・初先発出場：2008年7月11日、対オリックス・バファローズ12回戦（スカイマークスタジアム）、7番・指名打者で先発出場
- 初打席：同上、2回表にラモン・オルティズから二塁ゴロ[13]
- 初安打：2009年10月5日、対北海道日本ハムファイターズ22回戦（札幌ドーム）、2回表にブライアン・スウィーニーから右翼線二塁打
- 初打点：2010年7月4日、対千葉ロッテマリーンズ12回戦（千葉マリンスタジアム）、2回表に小野晋吾から左前適時打
- 初盗塁：同上、2回表に二盗（投手：小野晋吾、捕手：里崎智也）
- 初本塁打：2012年6月27日、対千葉ロッテマリーンズ9回戦（QVCマリンフィールド）、9回表に唐川侑己から右越ソロ

### 独立リーグでの打撃成績
| 年 度     | 球 団     | 試 合 | 打 数 | 得 点 | 安 打 | 二 塁 打 | 三 塁 打 | 本 塁 打 | 打 点 | 三 振 | 四 球 | 死 球 | 犠 打 | 犠 飛 | 盗 塁 | 失 策 | 併 殺 打 | 打 率 | 出 塁 率 | 長 打 率 | O P S |
| --------- | --------- | ----- | ----- | ----- | ----- | -------- | -------- | -------- | ----- | ----- | ----- | ----- | ----- | ----- | ----- | ----- | -------- | ----- | -------- | -------- | ----- |
| 2014      | 群馬      | 44    | 163   | 28    | 48    | 8        | 2        | 1        | 11    | 33    | 19    | 2     | 2     | 3     | 14    | 3     | 1        | .294  | .369     | .454     | .823  |
| 通算：1年 | 通算：1年 | 44    | 163   | 28    | 48    | 8        | 2        | 1        | 11    | 33    | 19    | 2     | 2     | 3     | 14    | 3     | 1        | .294  | .369     | .454     | .823  |

### 背番号
- 61 （2005年 - 2007年）
- 52 （2008年 - 2009年）
- 33 （2010年 - 2013年）
- 31 （2014年）